# Biserica de lemn din Șoimuș-Petreasa

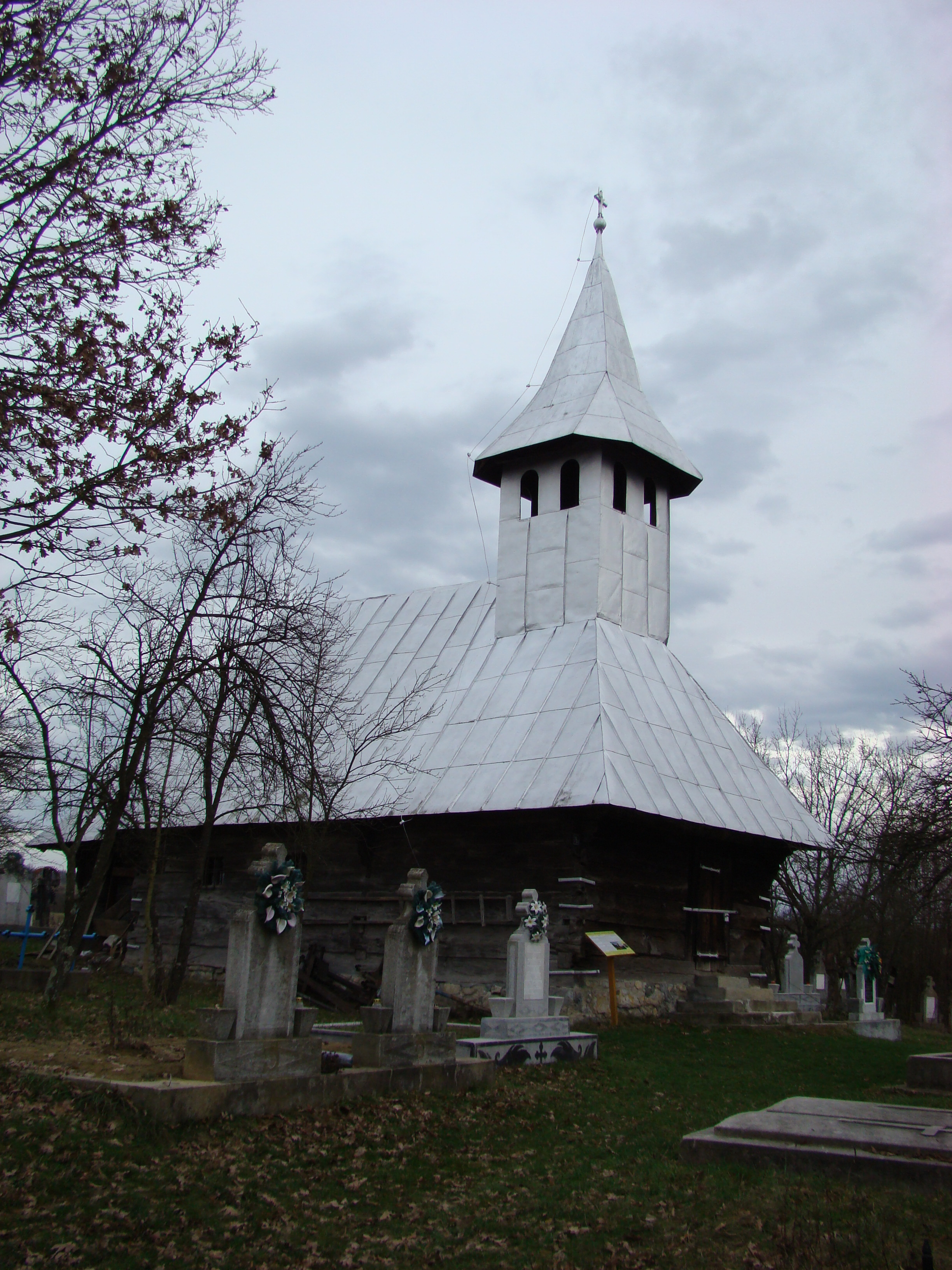
Biserica de lemn „Sfântul Nicolae” din Șoimuș, comuna Remetea, județul Bihor, foto: ianuarie 2010.

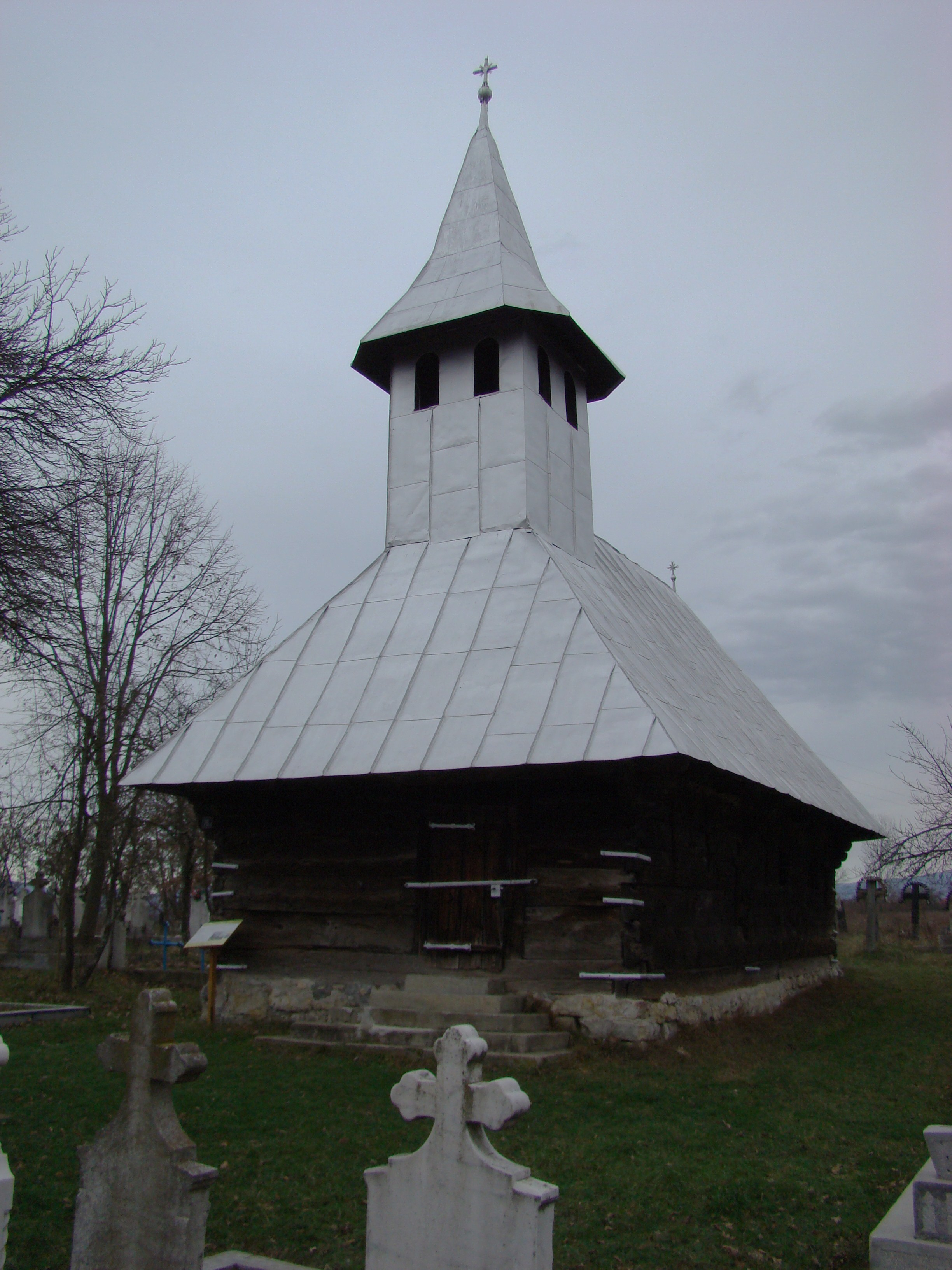

Biserica de lemn din Șoimuș, comuna Remetea, județul Bihor, datează din secolul XVIII (1752). Are hramul „Sfântul Nicolae”. Biserica se află pe noua listă a monumentelor istorice sub codul LMI:  BH-II-m-B-01210.

## Istoric și trăsături
Biserica de lemn „Sfântul Nicolae” din comuna Remetea, azi situată la hotarul dintre satele Petreasa și Șoimuș, este monument istoric, fiind construită prin eforturile comunității locale în secolul al XVIII-lea (1752). De atunci și până în zilele noastre ea a suferit o serie de intervenții care i-au adus modificări interioare și exterioare. Cea mai radicală este cea din deceniul opt al secolului trecut, când biserica a fost acoperită cu tablă zincată. Învelitoarea interioară a altarului de formă prismatică, a înlocuit-o pe cea veche care era semicirculară. La bolta naosului scândurile vechi au fost și ele înlocuite cu altele noi. S-au păstrat doar arcul dublou, grinda-tirant, stâlpul care leagă tirantul de arc, toate frumos crestate cu motive geometrice. Totuși biserica nu a fost electrificată. Biserica este construită din lemn de stejar și are o lungime de aproximativ 10,5 m și o lățime de doar 5 m. Planimetric se poate observa pronaosul, naosul și absida altarului poligonală decroșată. Iconostasul a fost pictat conform „urmei” de meșter, în anul 1775. Se pare că pictorul ar fi fost David Zugravul de la Curtea de Argeș, care a mai pictat două icoane ce se păstrează și azi, dar pictura din 1775 pe pânză maruflată nu se mai păstrează. Pe suprafețele exterioare se pot citi inscripțiile: "Anno 1833 s-au podit biserica", "1823 mai 22", "1845”. În cimitirul care o înconjoară se pot vedea numeroase cruci vechi, iar dacă discutați cu bătrânii satelor veți afla și o legendă conform căreia biserica a fost „mutată” de câteva ori din satul Petreasa în Șoimuș și înapoi... Deși în prezent satul Petreasa, ca potențial demografic, este mai mare decât Șoimuș, iar biserica este mai apropiată de Petreasa, cea mai veche dintre cele două așezări este satul Șoimuș.

## Imagini din exterior

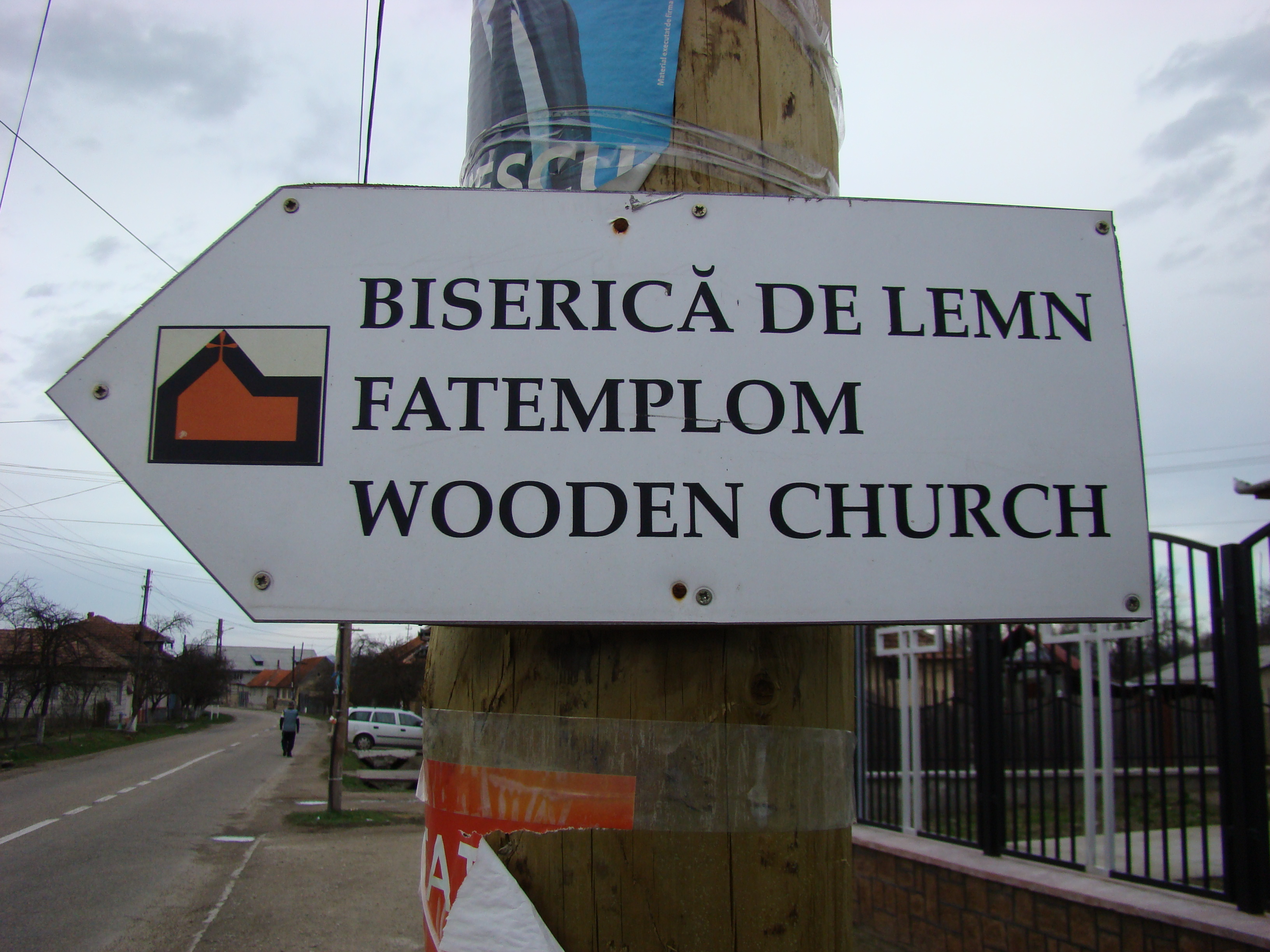
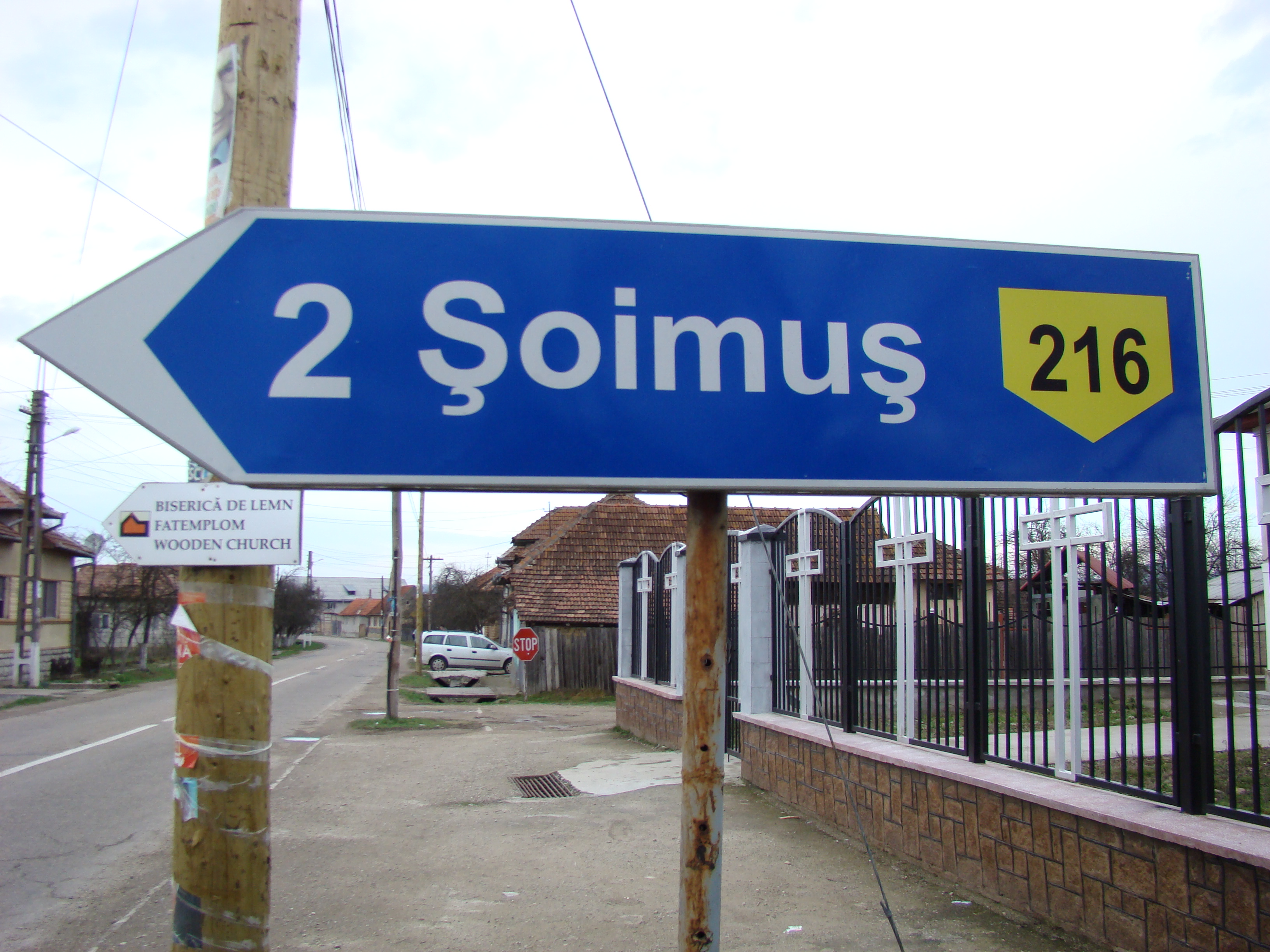
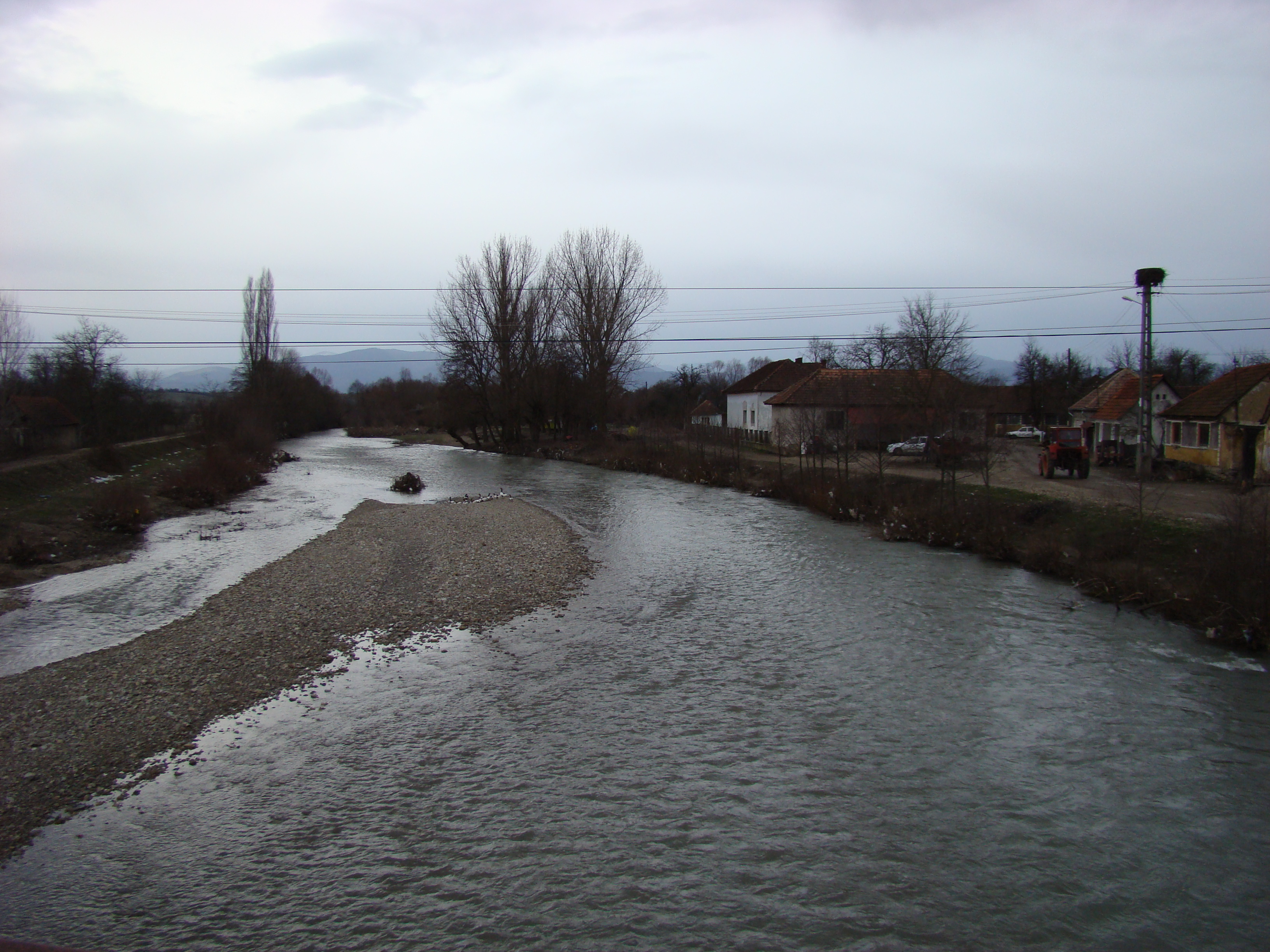
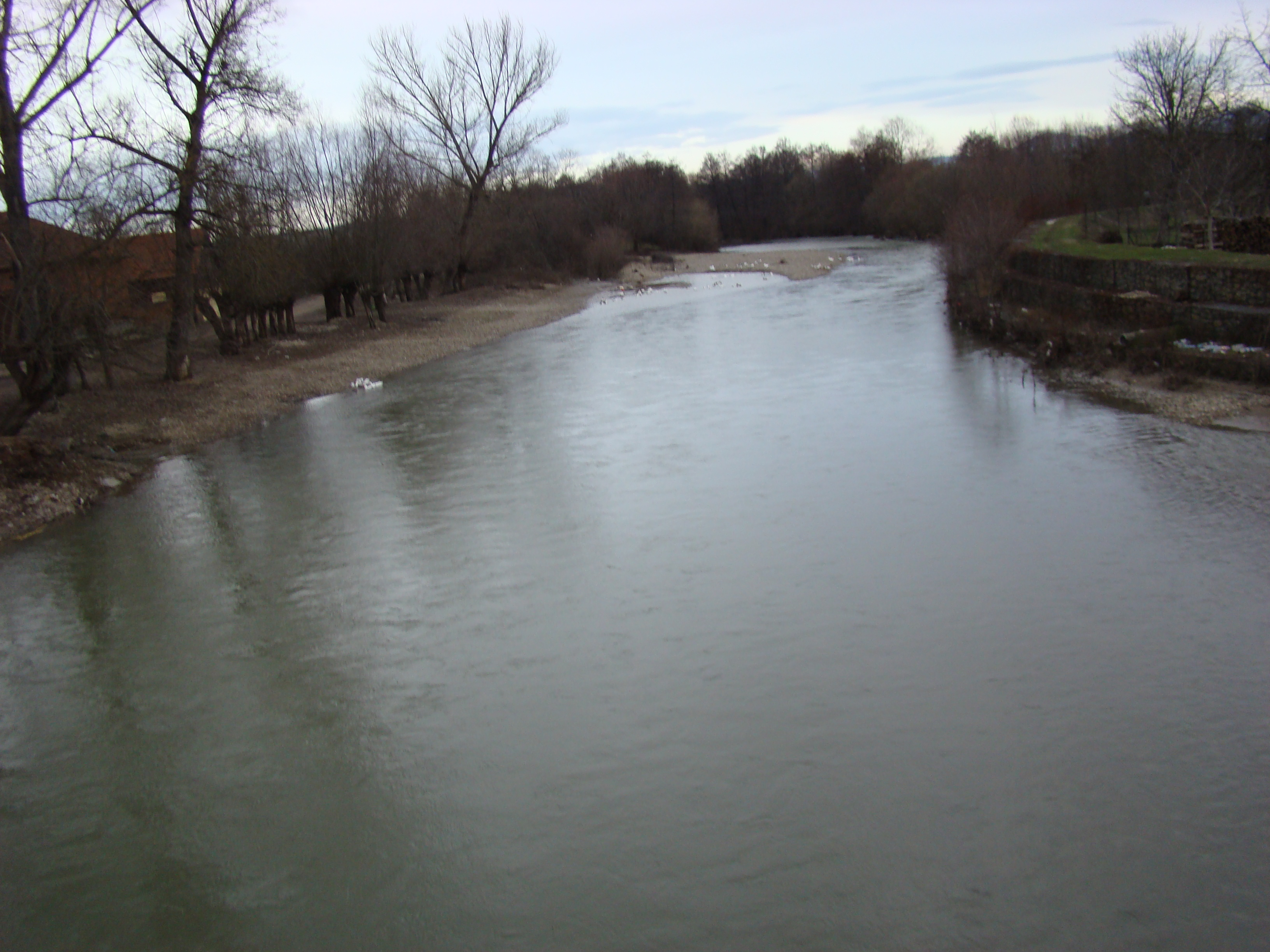
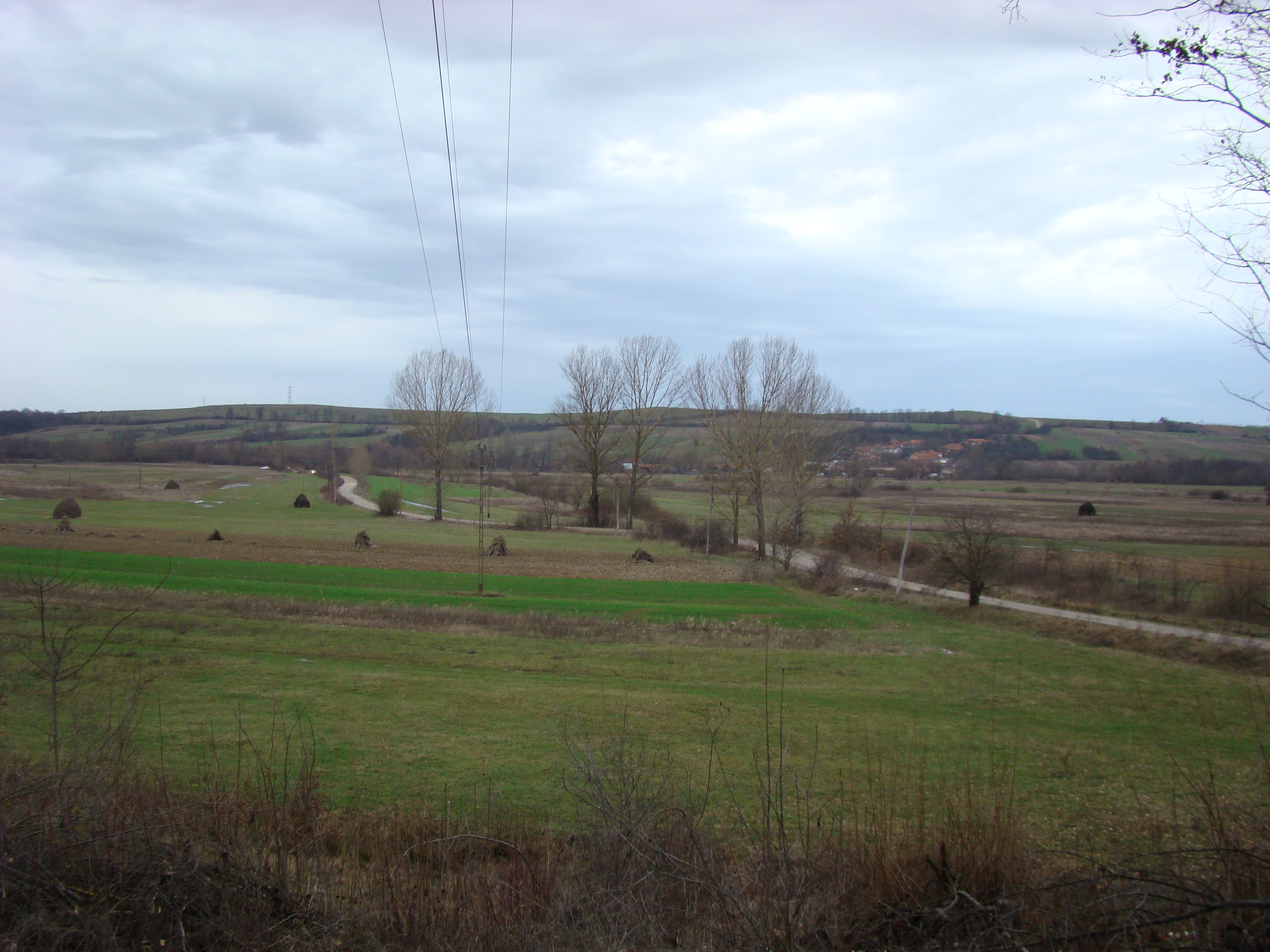
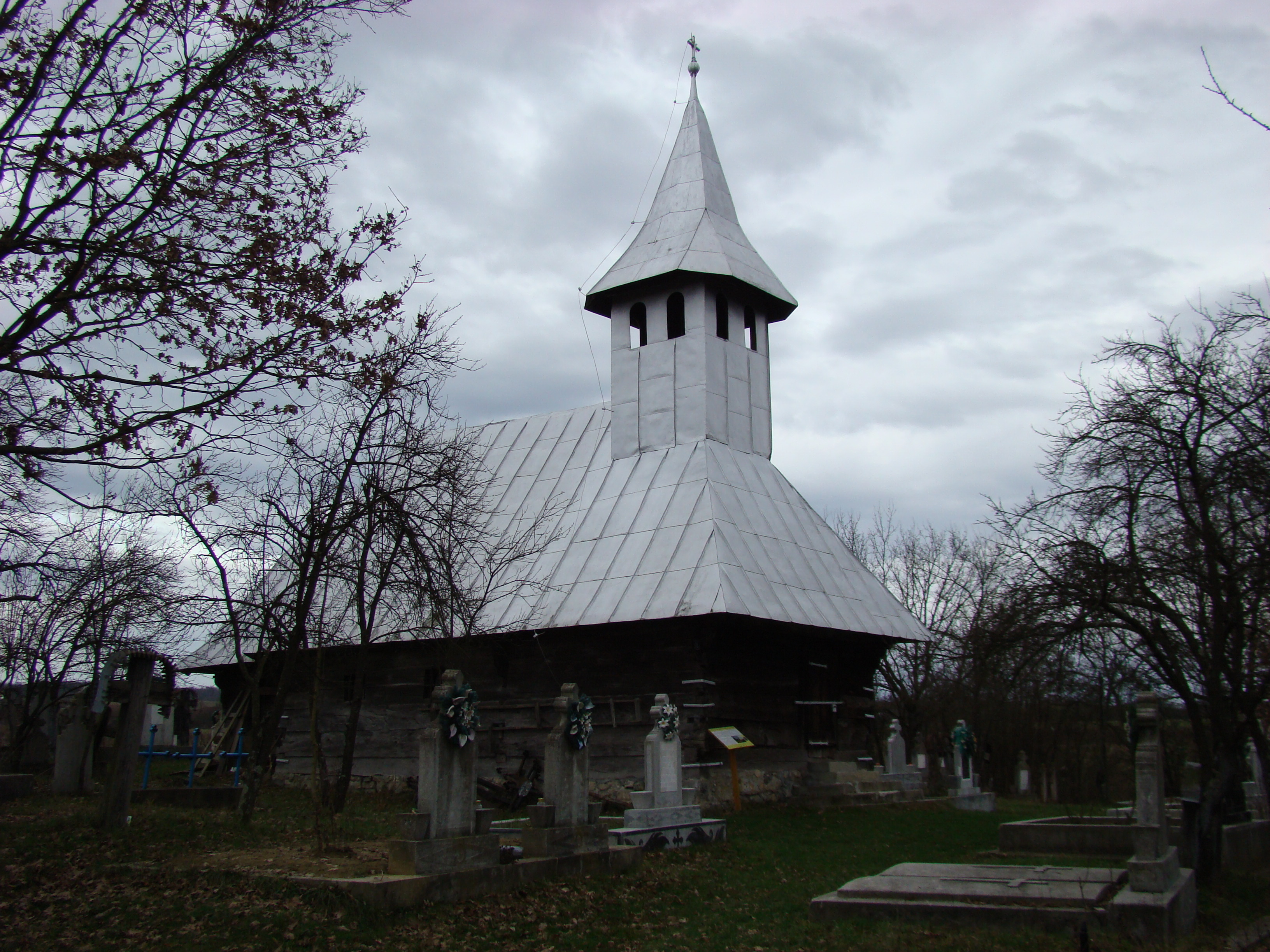
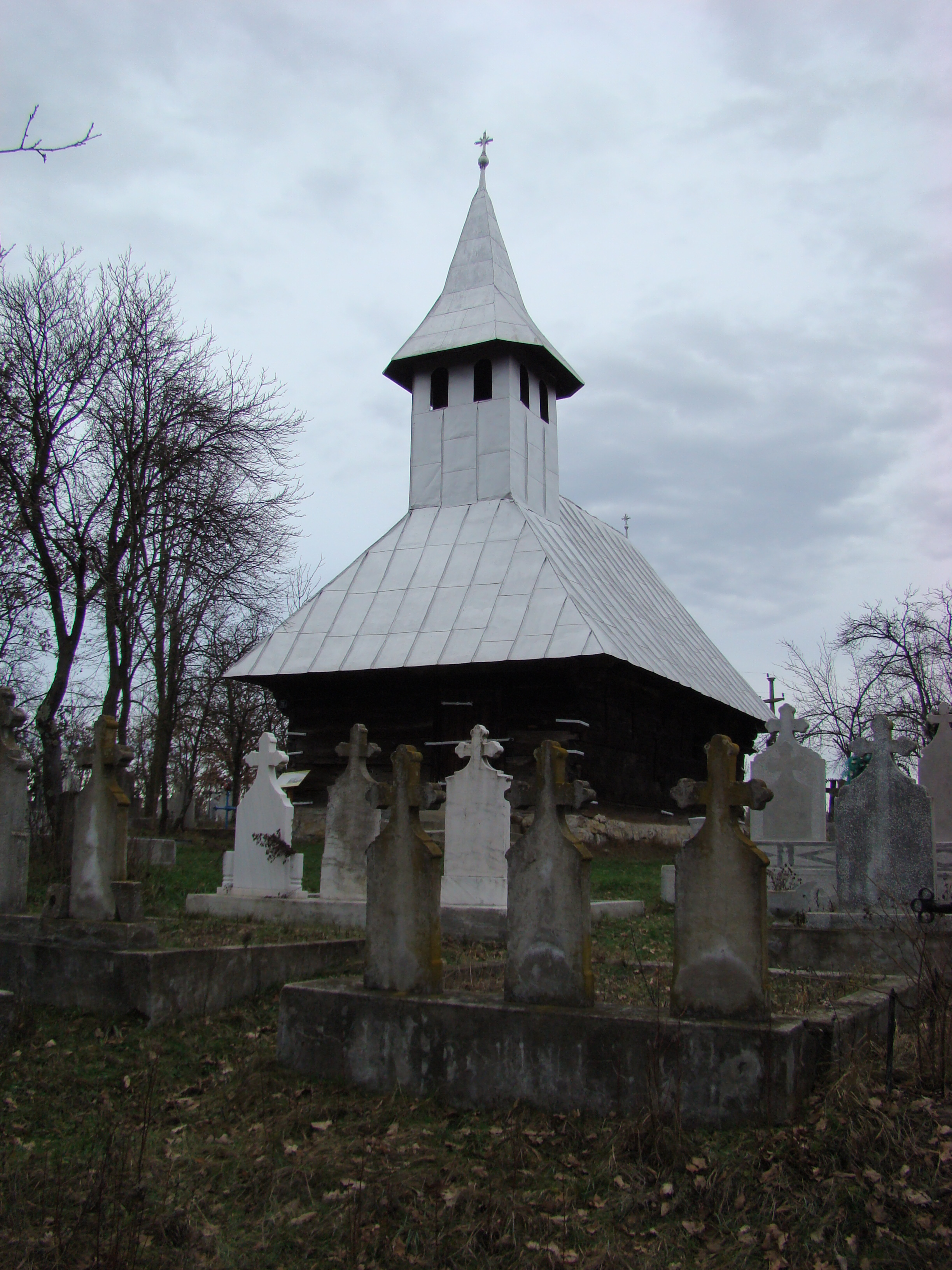
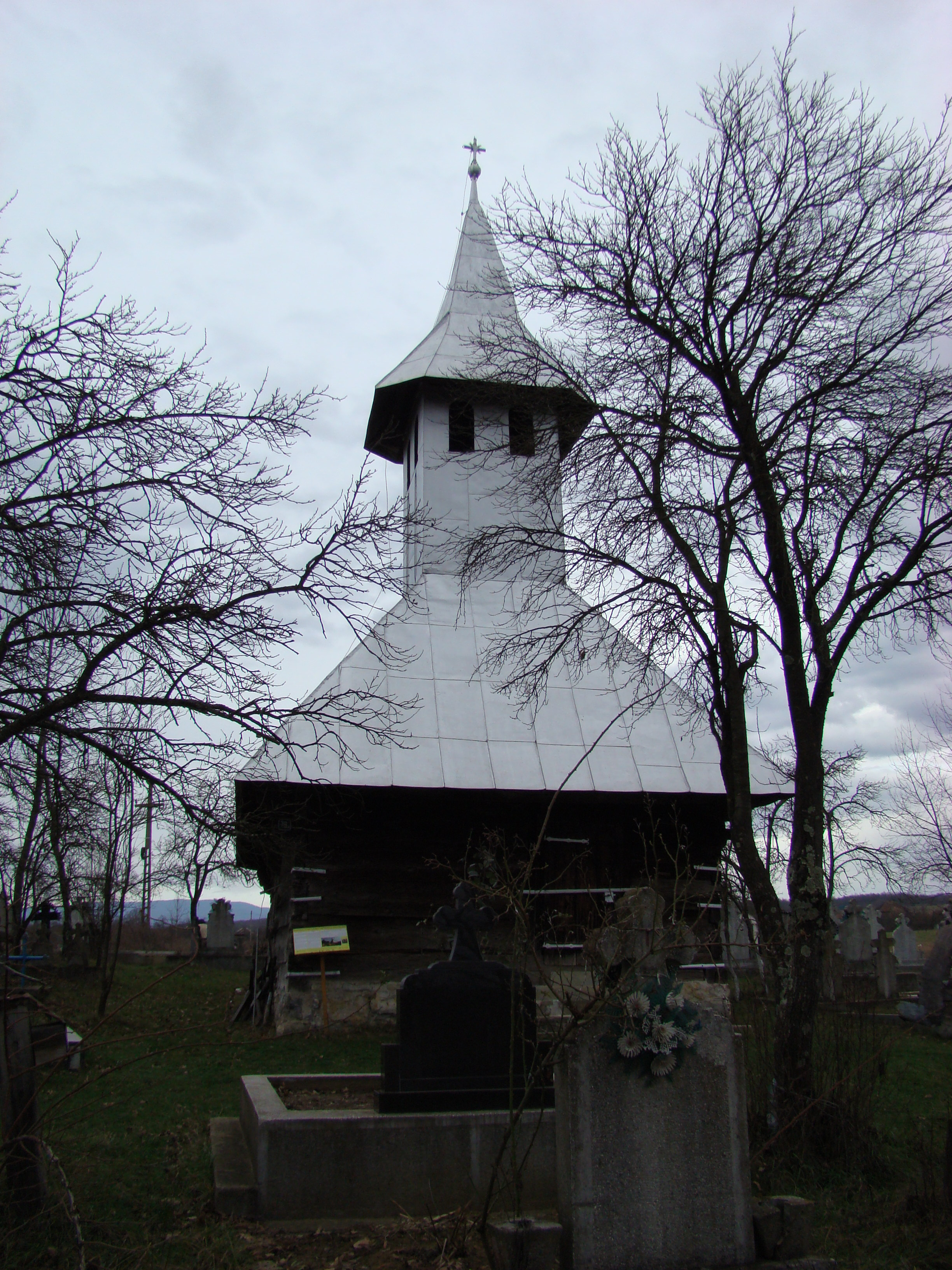
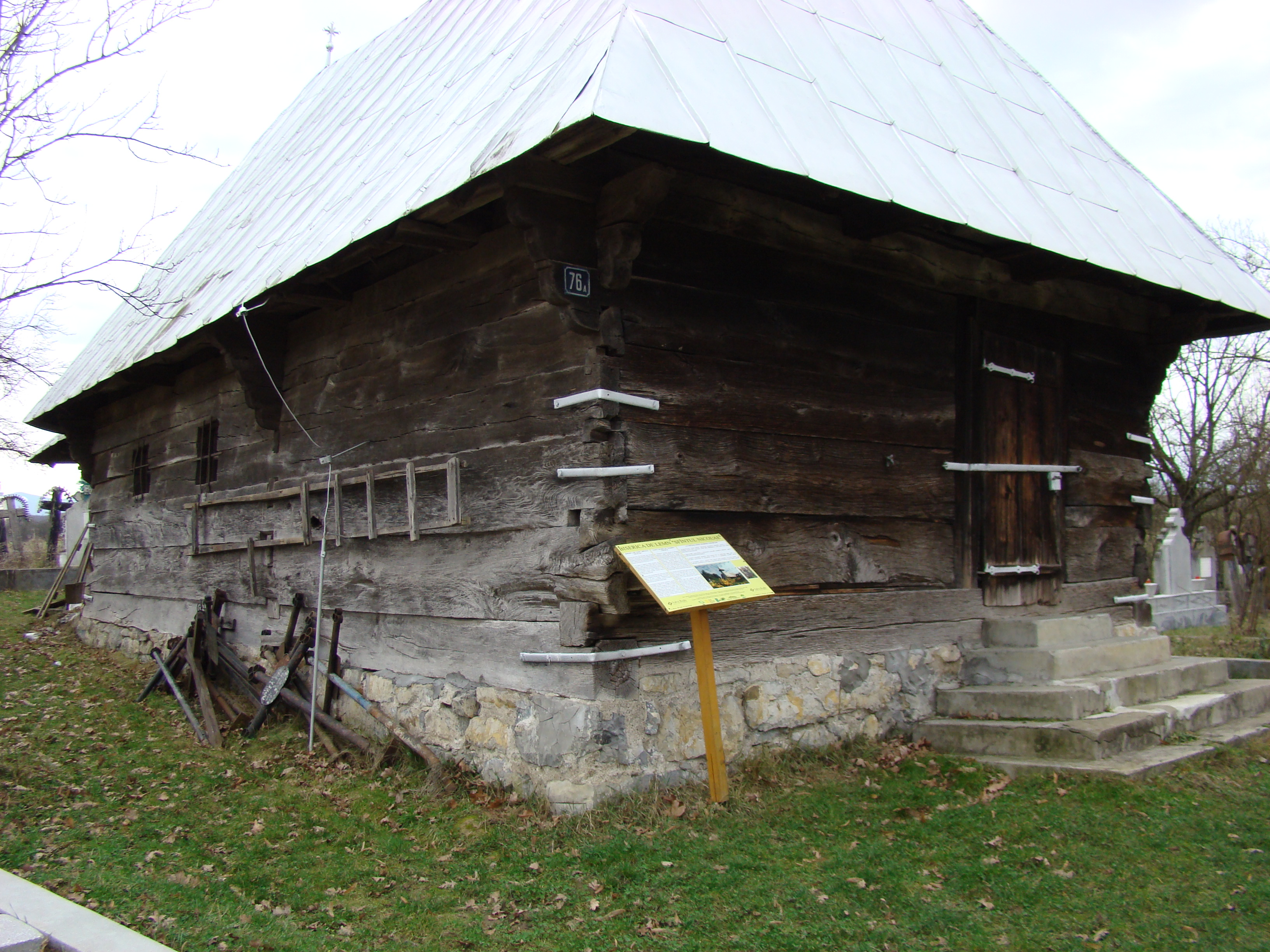
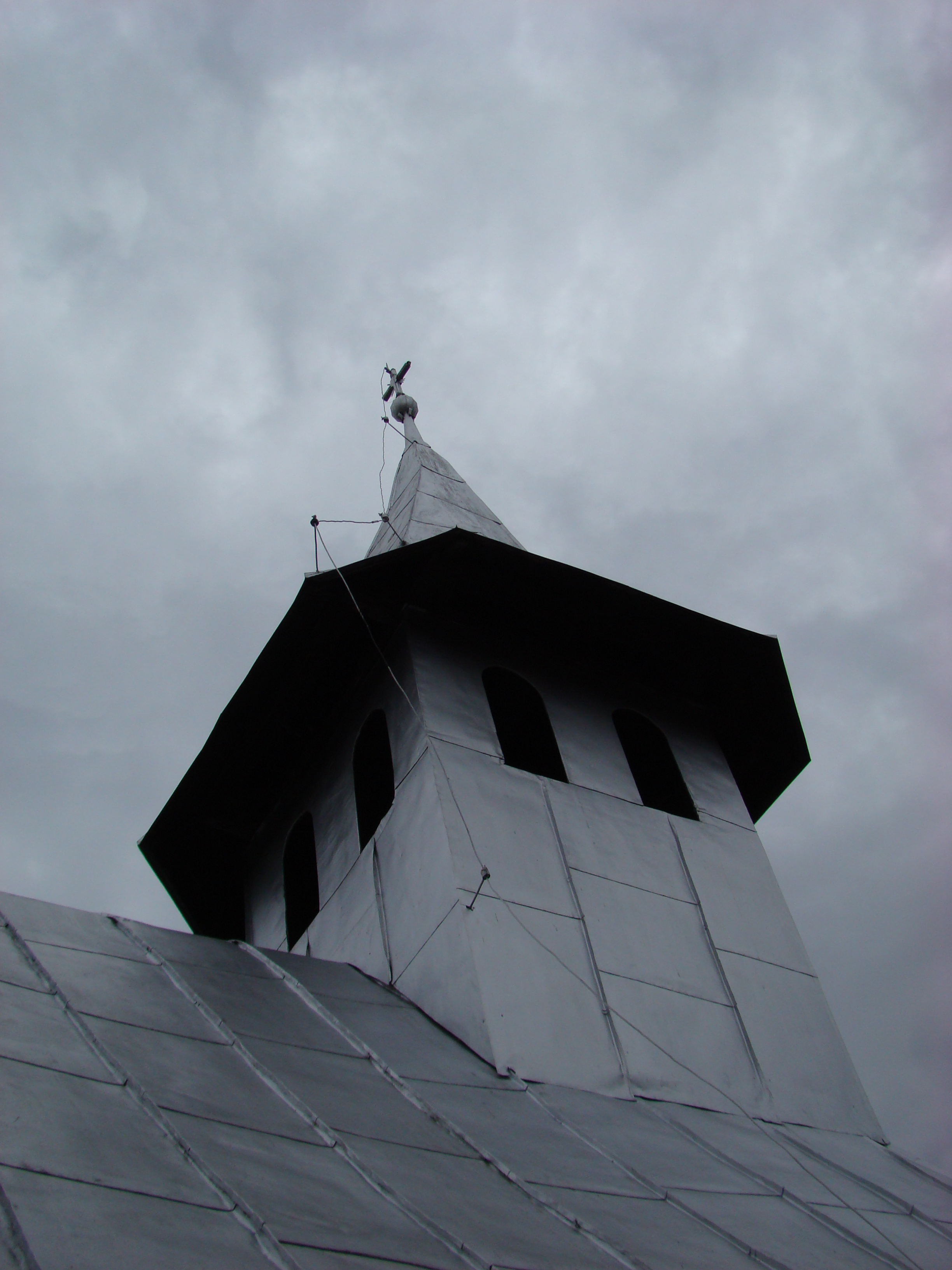
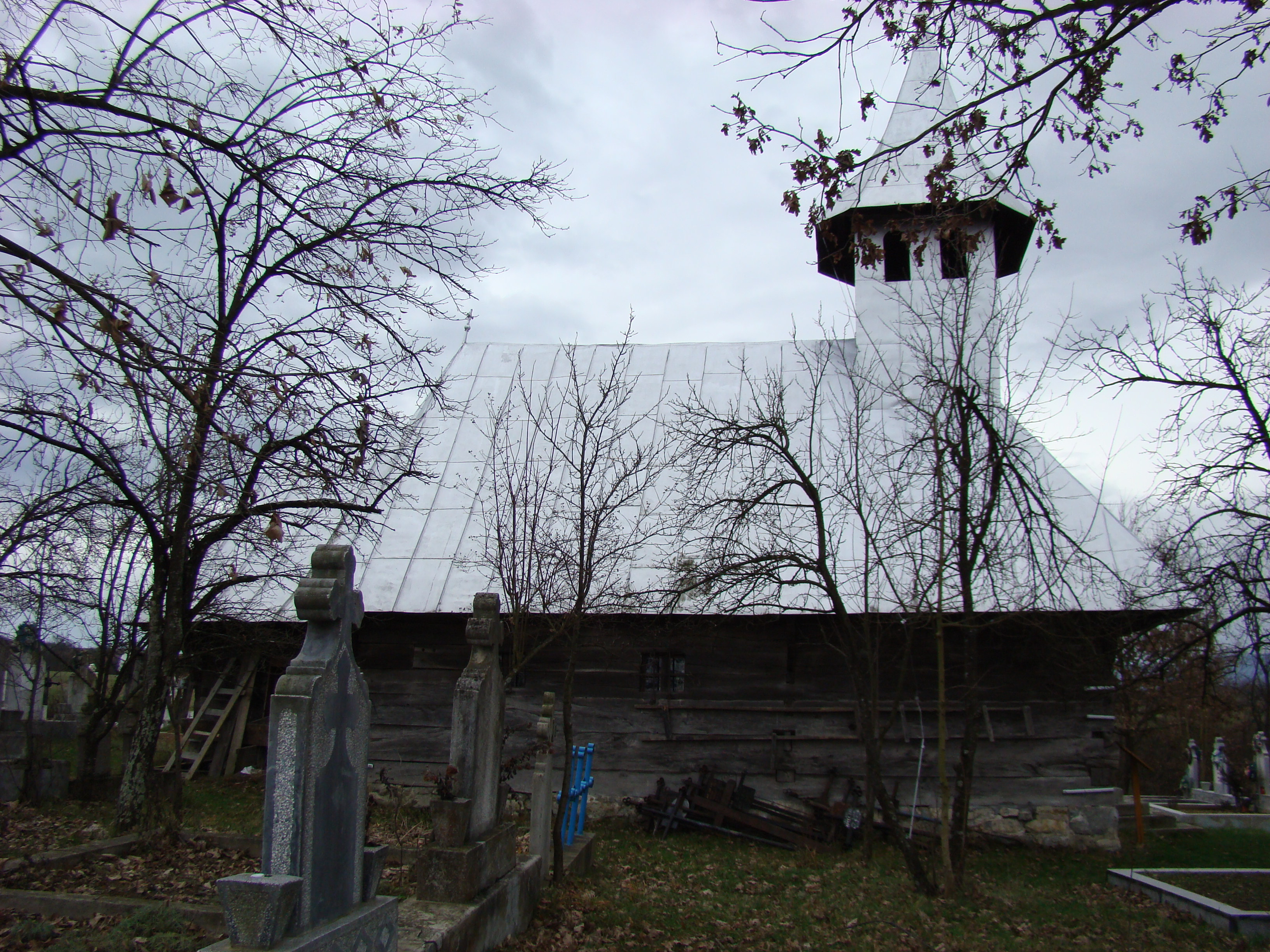
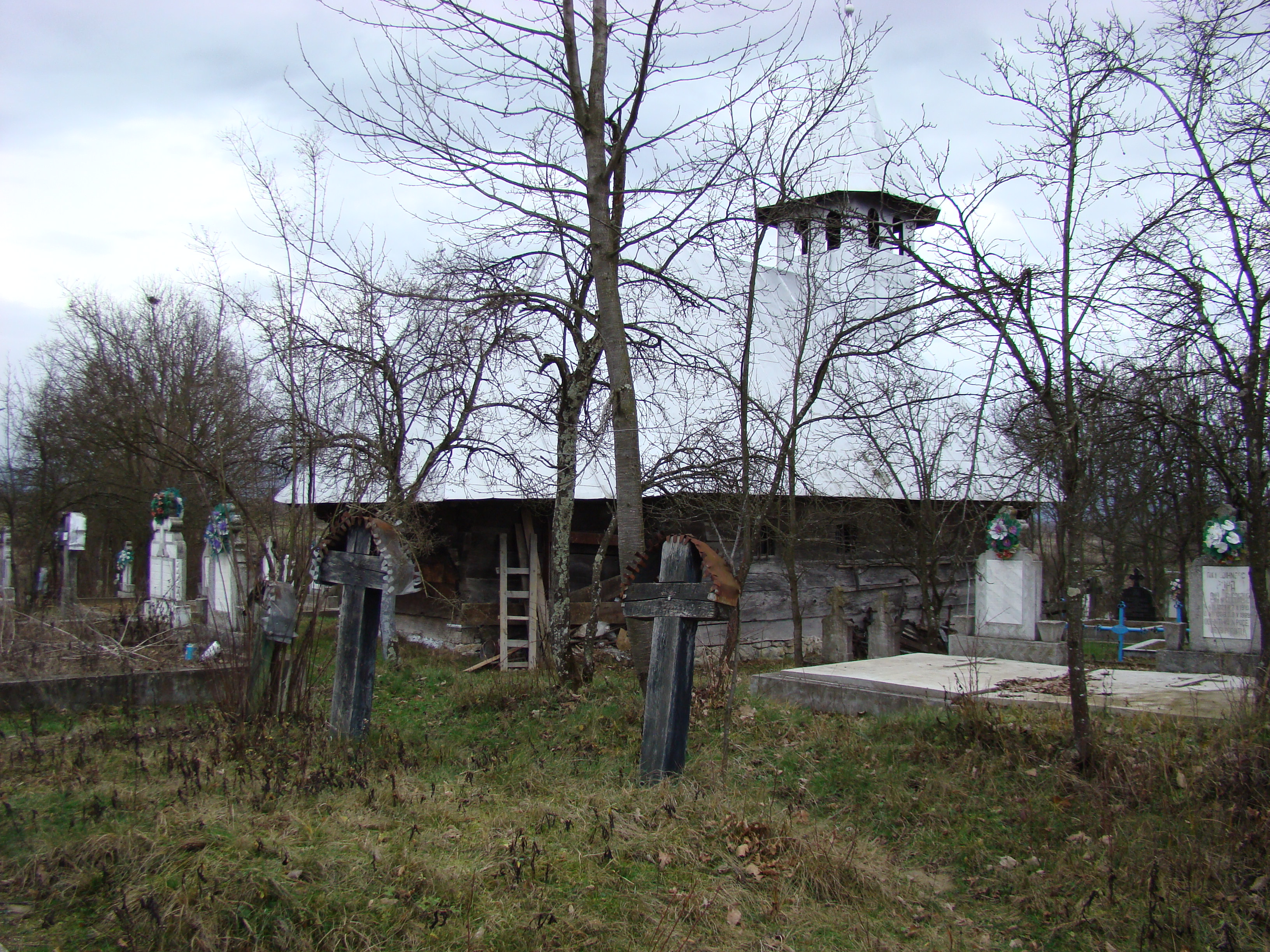
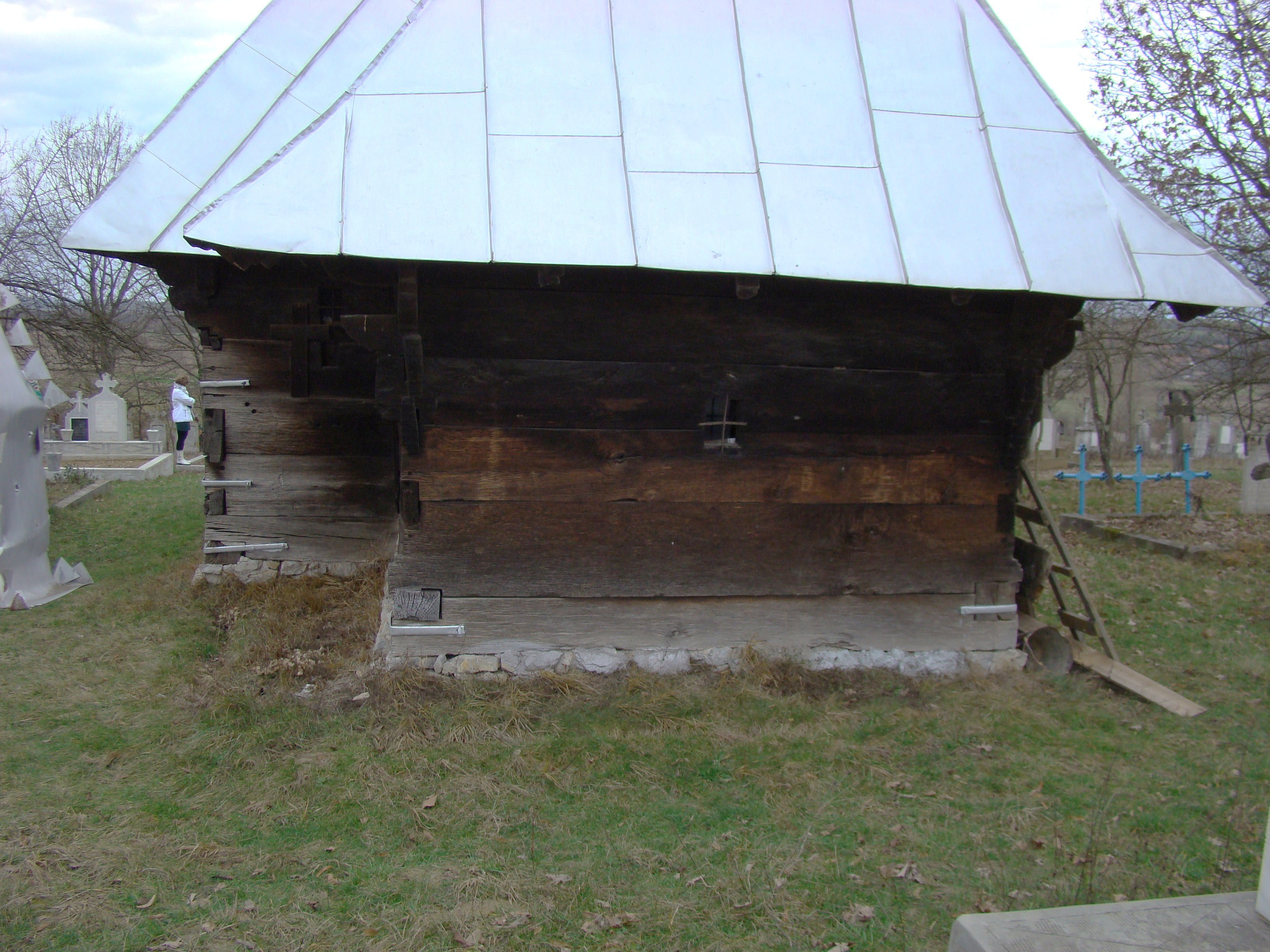
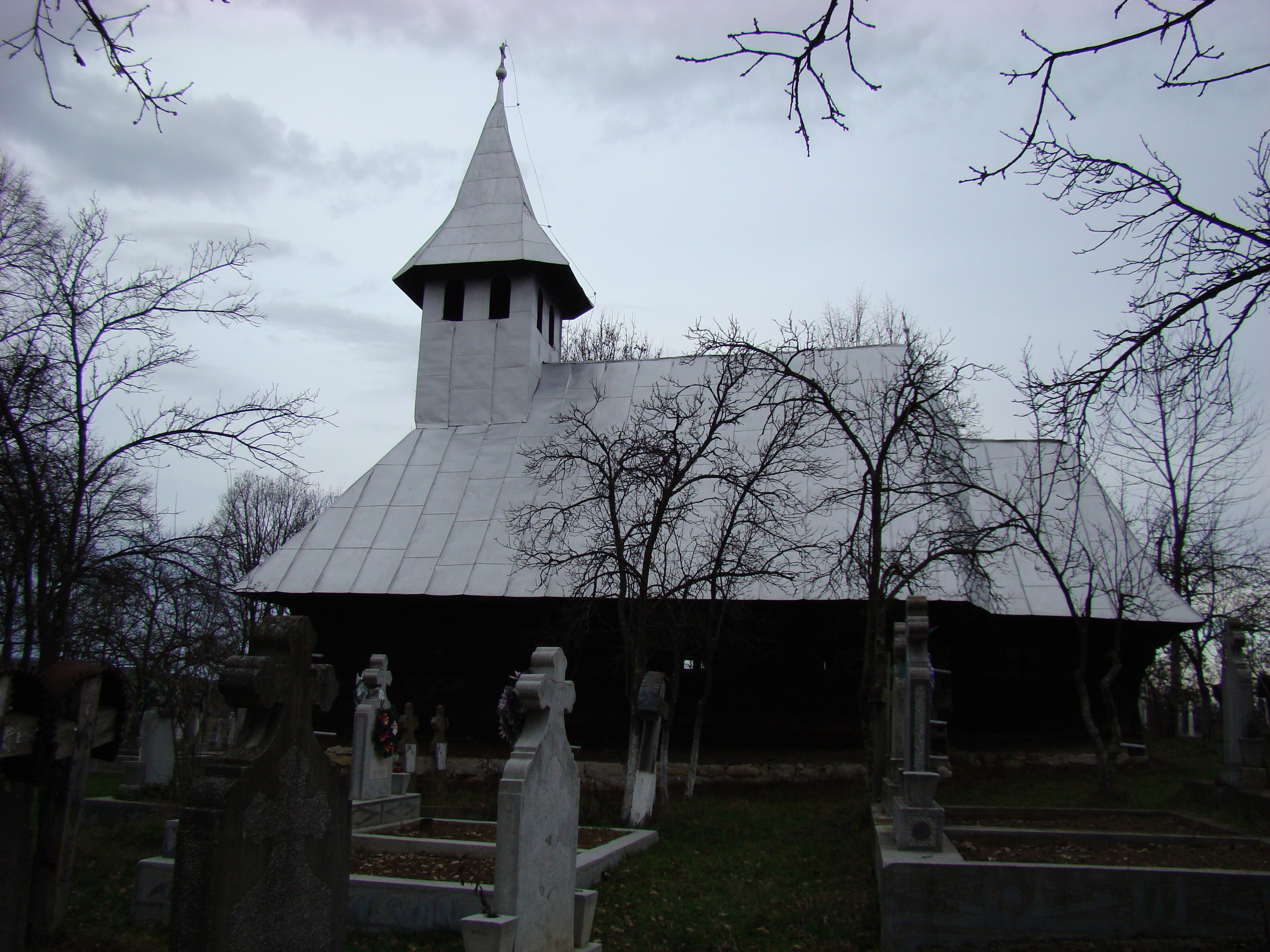
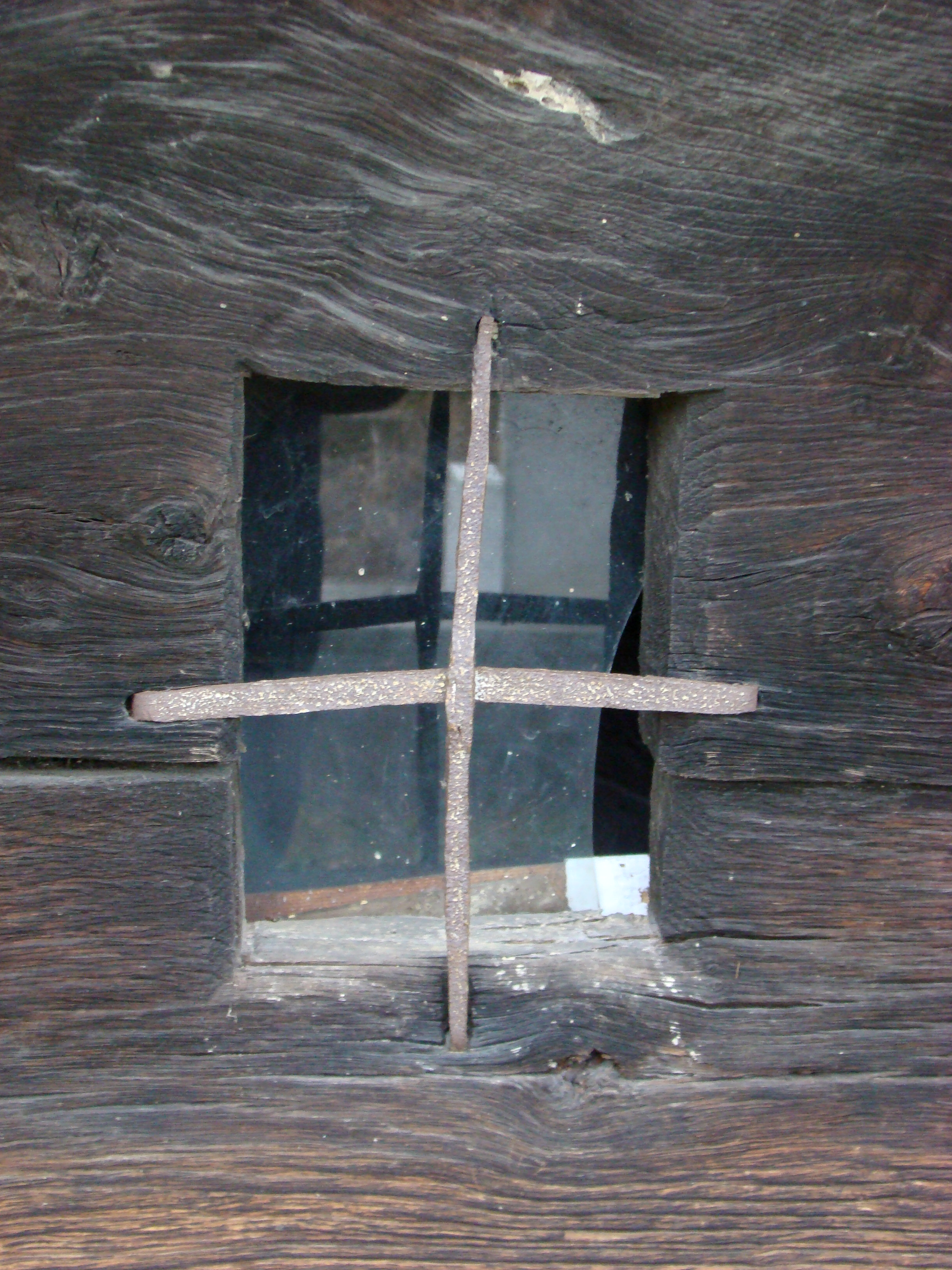
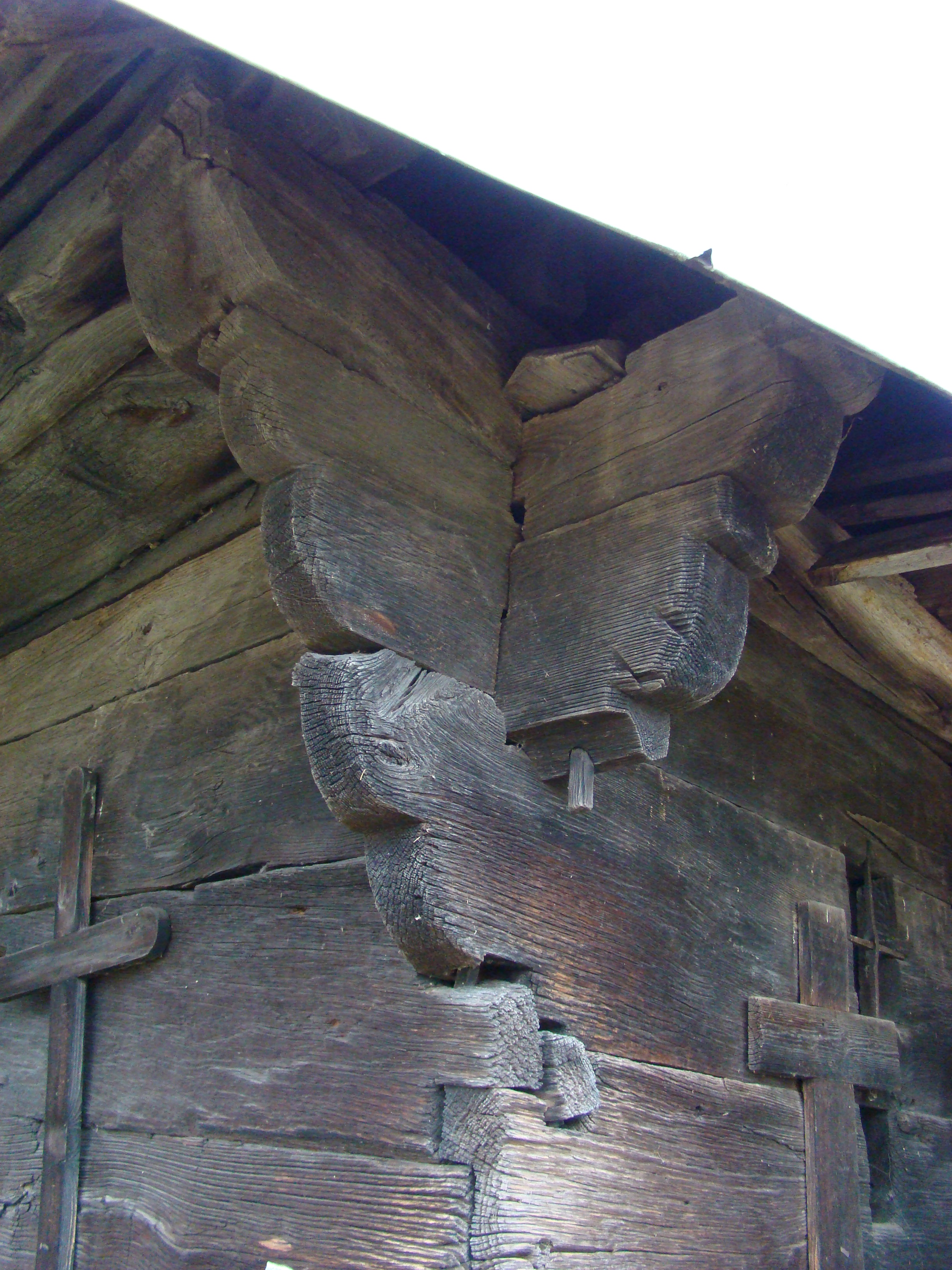
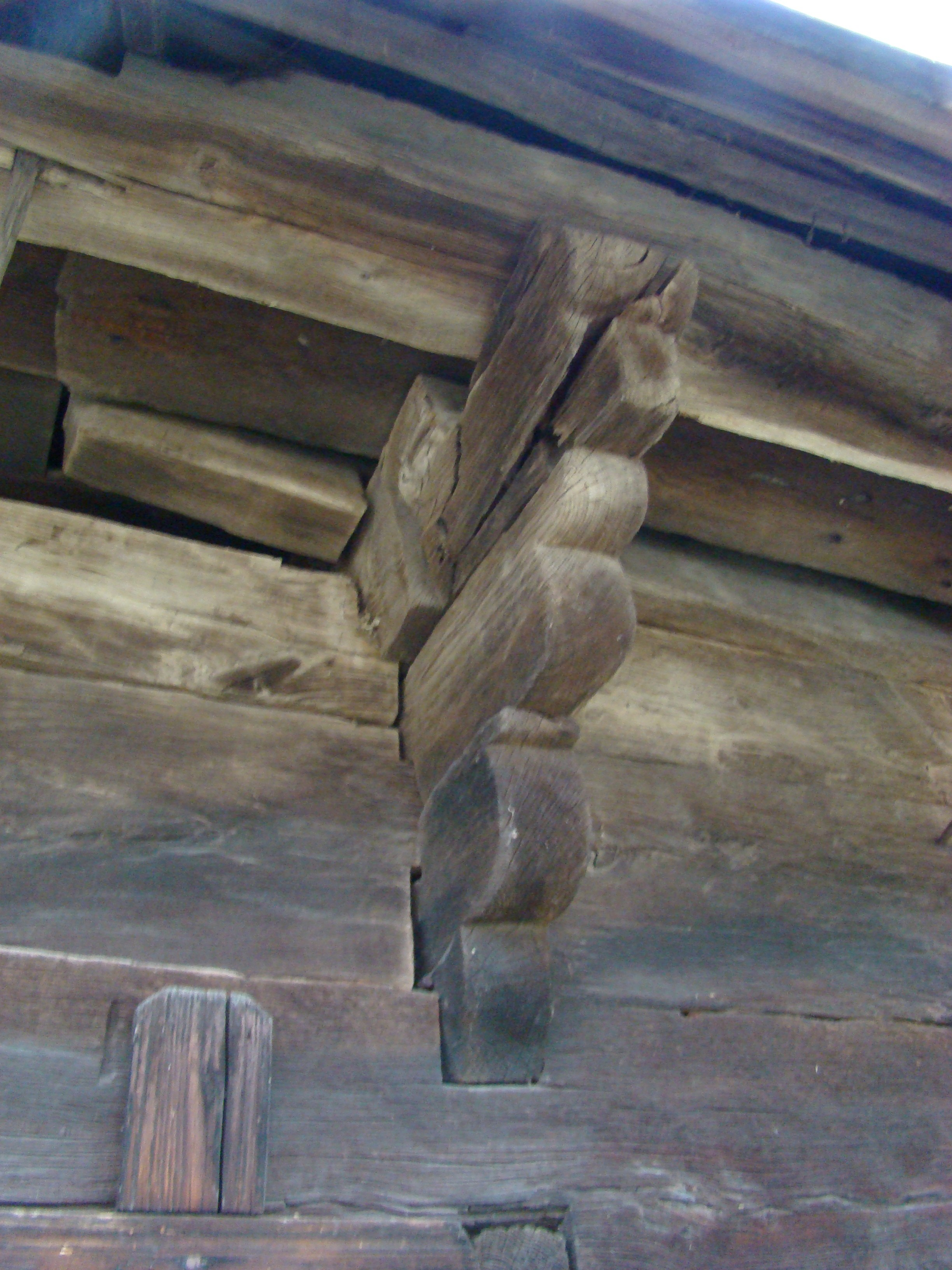
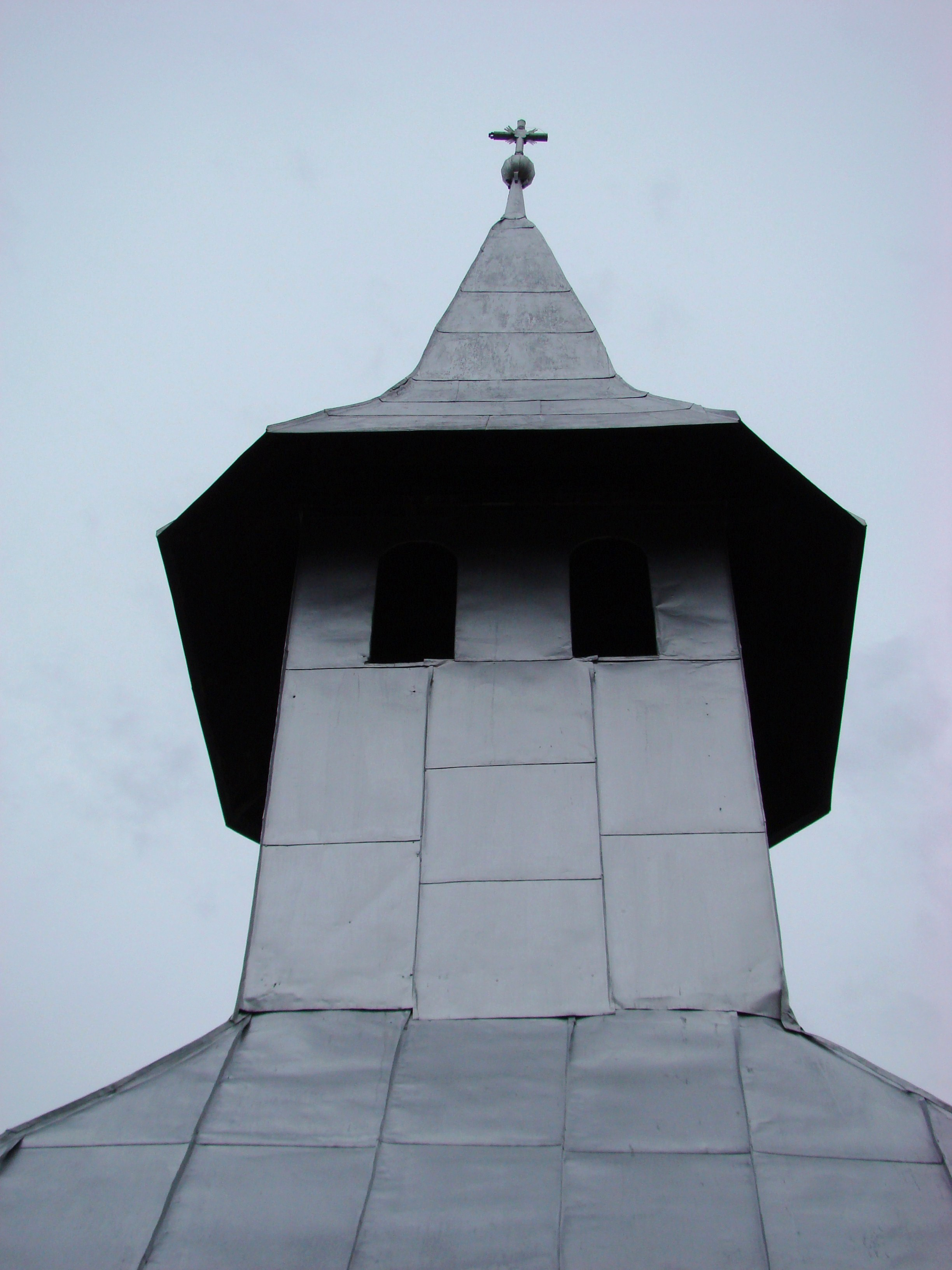
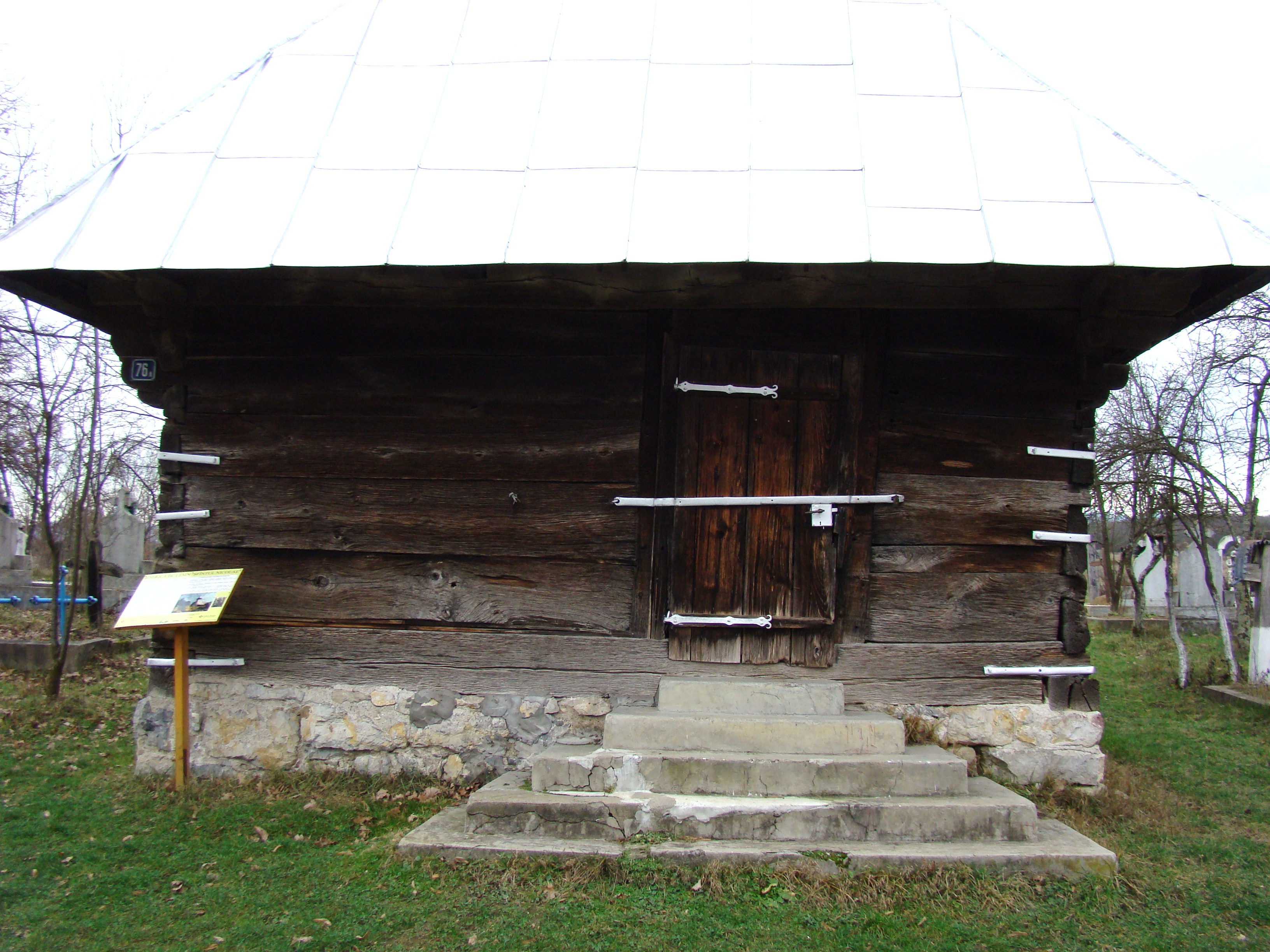
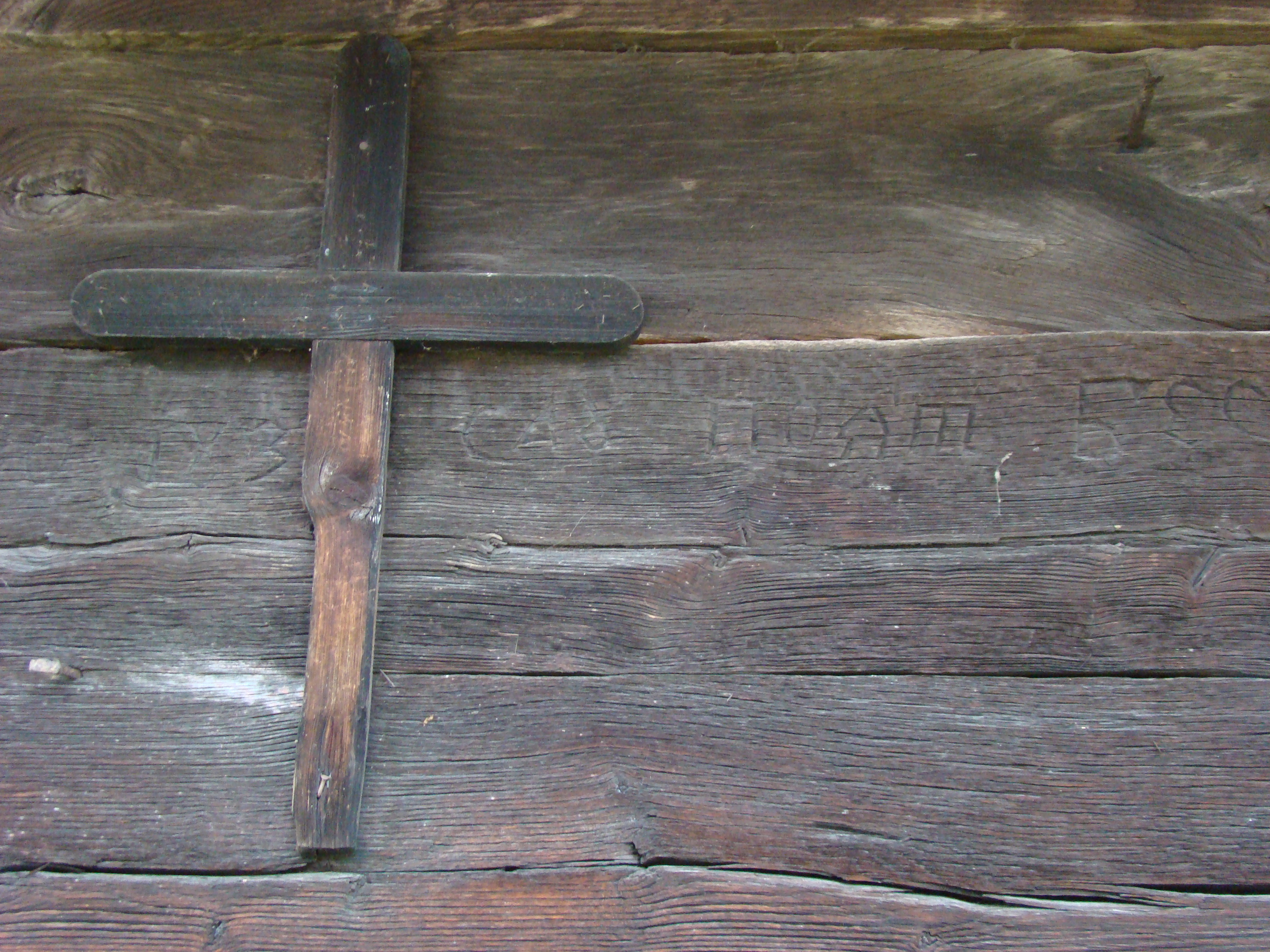
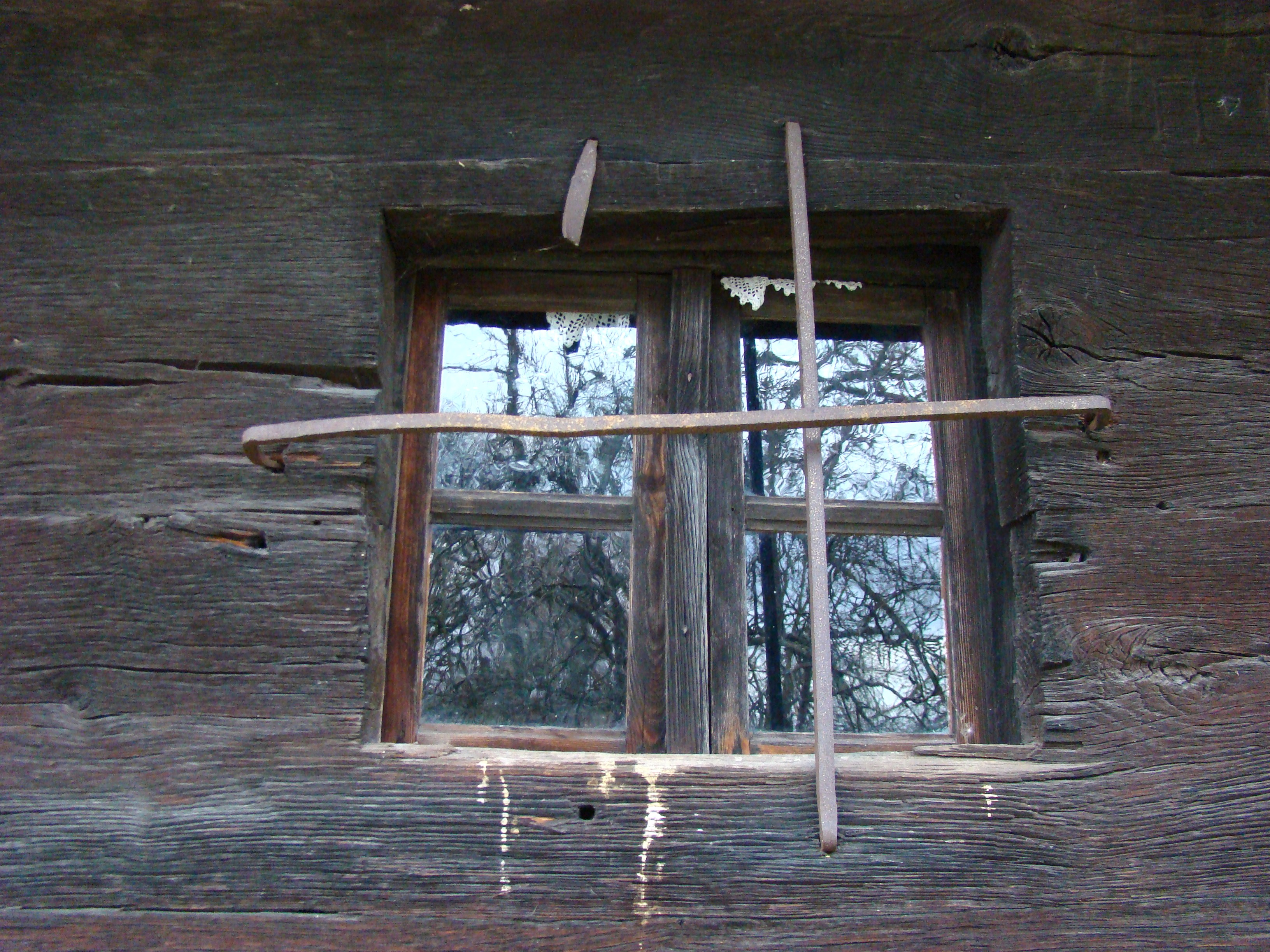
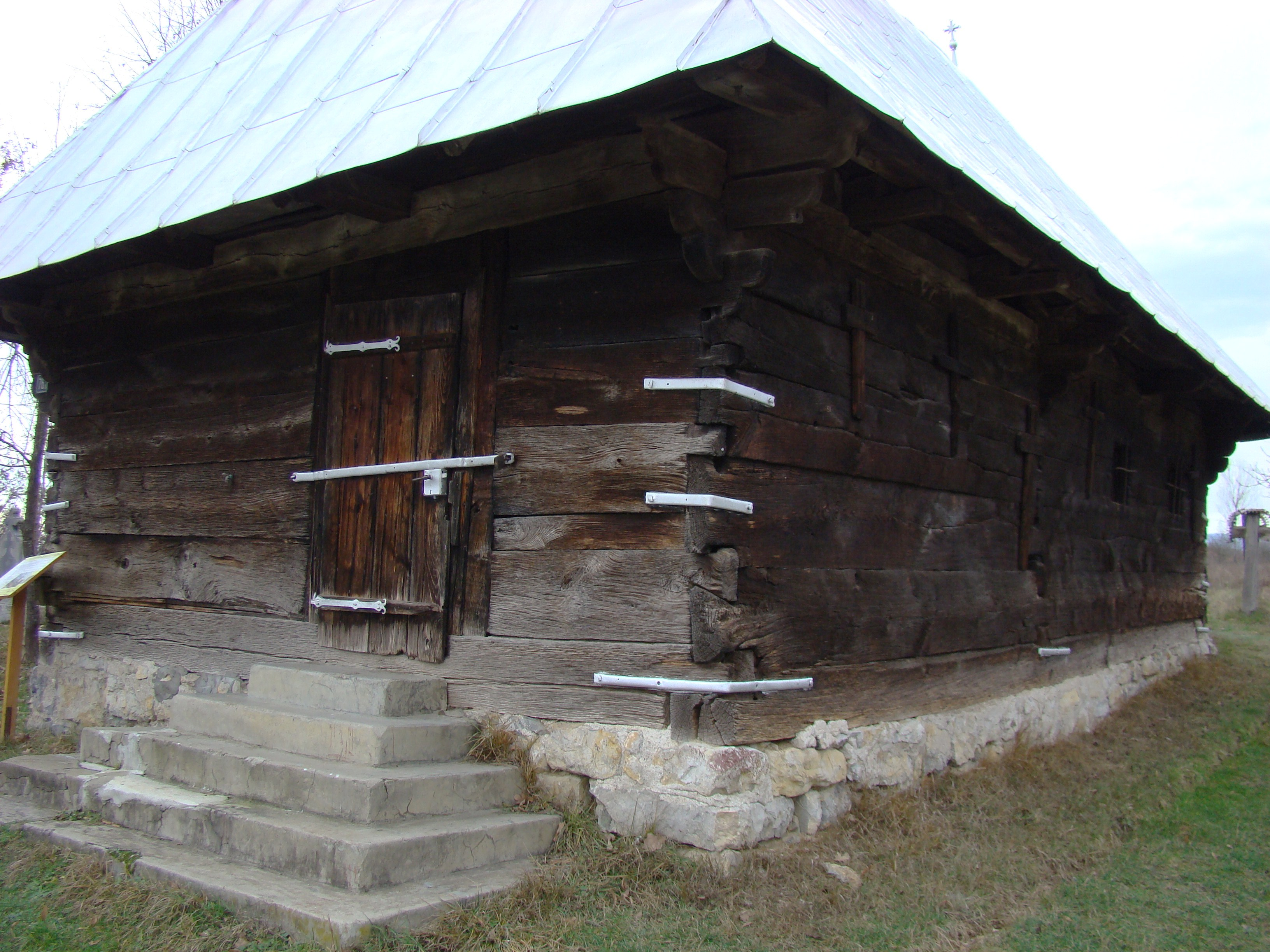
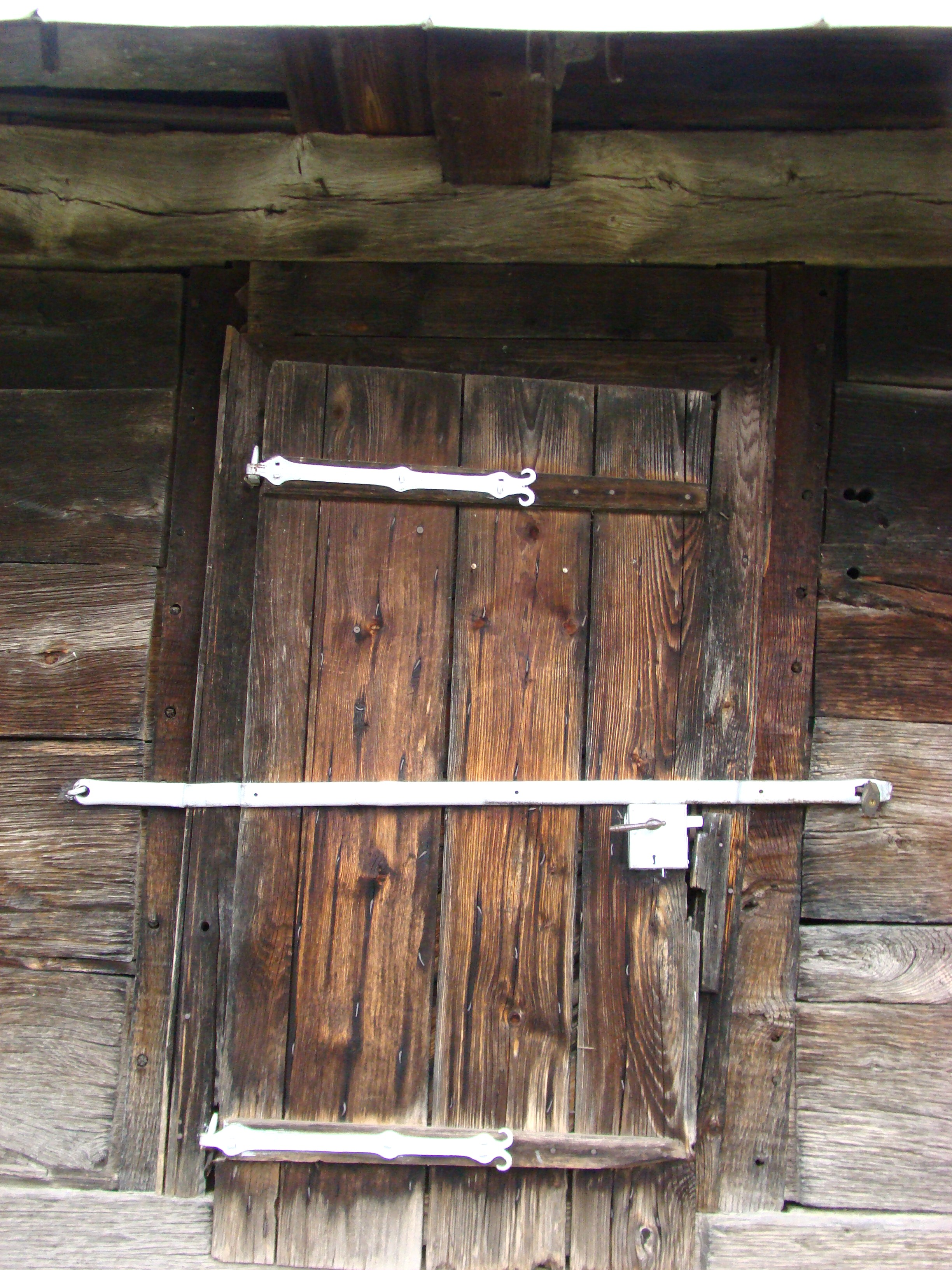
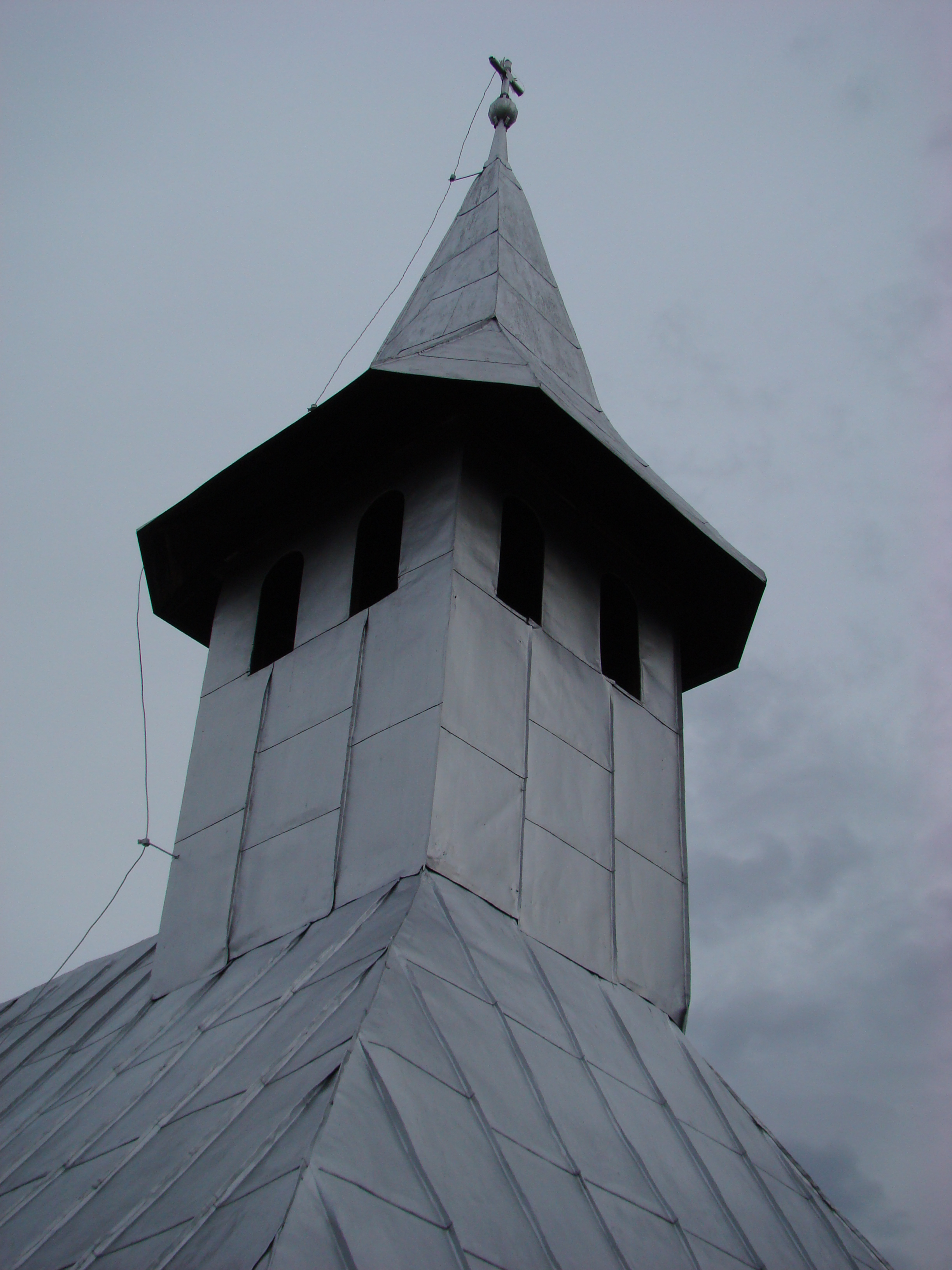
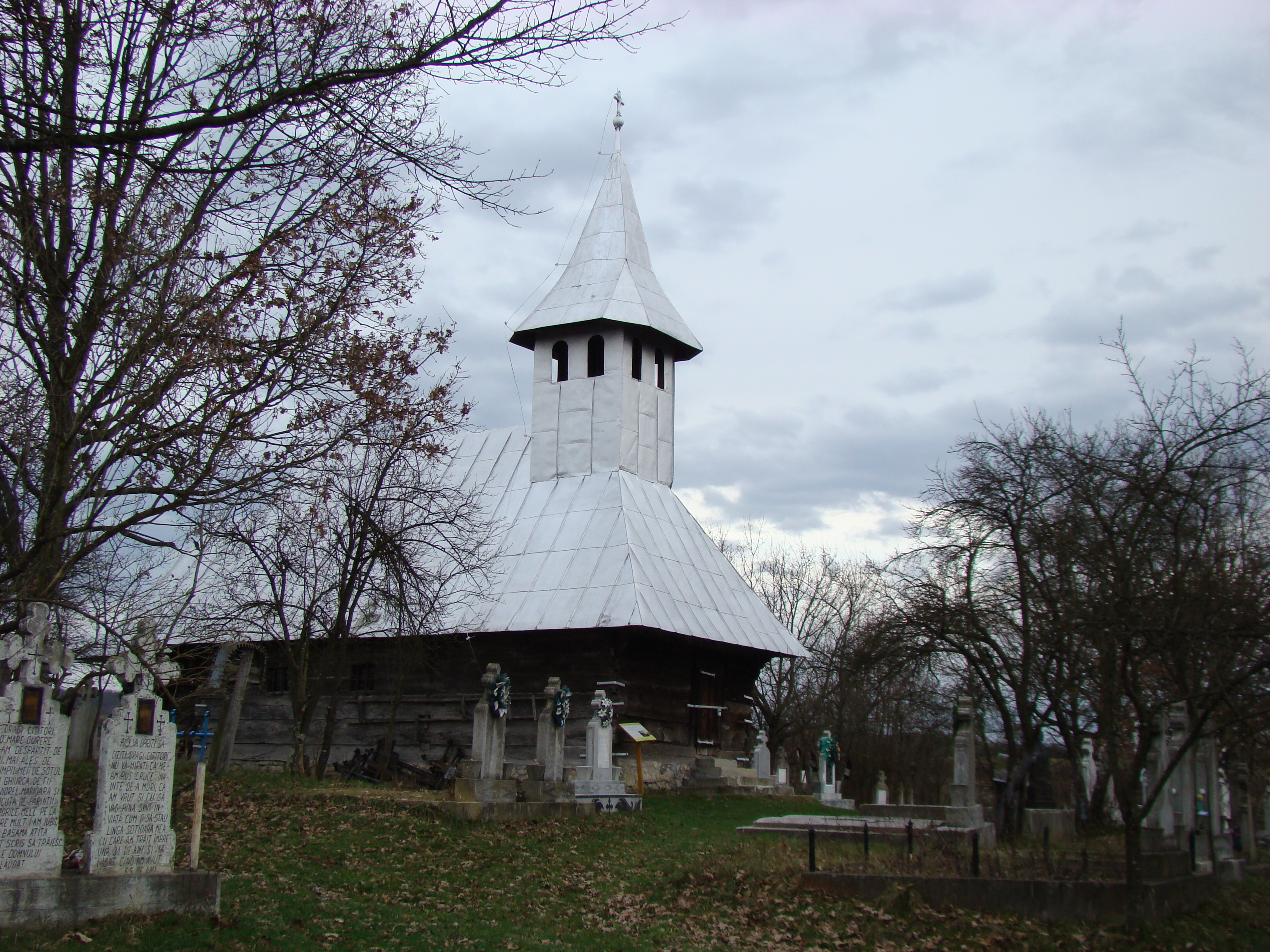